# Paranormal Activity
 Der er for få eller ingen kildehenvisninger i denne artikel, hvilket er et problem. Du kan hjælpe ved at angive troværdige kilder til de påstande, som fremføres i artiklen.

Paranormal Activity er en mockumentary-gyserfilm skrevet og instrueret af Oren Peli. Filmen havde premiere på Sreamfest Film Festival i USA 14. oktober 2007 og blev vist på Slamdance Film Festival den 18. januar 2008. Den uhyggelige og utraditionelle filmen fik verdenspremiere 16. oktober 2009 takket være Steven Spielberg, som havde set den og oplevet paranormale hændelser i sit hjem. Han foreslog at den skulle vises for offentligt. Paranormal Activity blev indspillet med et budget på $15.000 dollar og har indtjent $97,430,000 dollar. Den er optaget med et konventionelt kamera og efterligner en dokumentarfilm i stil med mockumentaryfilmen The Blair Witch Project. Den blev rost for at være en af de mest skræmmende film. Der er blevet produceret yderligere fem film i serien, hvoraf den seneste udkom i 2015.

## Handling
To unge studerende Katie og Micha, der snart skal forloves, er lige flyttet ind i et hus i San Diego i Californien. Katie afslører for sin kæreste, at hun altid har hun hørt mystiske lyde om natten og følt sig forfulgt af et spøgelse. Også i det nye hus er der noget, der rumsterer i mørket. Micha har købt et videokamera for at dokumentere det, og snart bliver han besat af tanken om at opklare mysteriet, da han ikke tror, at en clairvoyant kan løse det. Kameraet optager alt, hvad der sker i soveværelset. Han provokerer den usynlige gæst og gør det hele værre og værre. Katie bliver trukket ud af sengen og ud i gangen, hvor Micha løber efter hende. Hun bliver "bidt" af en usynlig. Natten efter går Katie ned i køkkenet. Hun skriger, og Micha løber ned og bliver dræbt. Katie vender tilbage til værelset som dæmon og løber ind i kameraet. Filmen slutter...

## Trivia
- Den debuterende filminstruktør Israelsk-fødte Oren Peli havde været bange for spøgelser gennem hele sit liv, selv havde en skræk for komediefilmen Ghostbusters, men besluttede sig for at omdanne denne frygt indtil noget positivt og produktivt .[2]
- Instruktøren filmede hele filmen i sit eget hjem.

## Medvirkende
- Katie Featherston som Katie
- Micah Sloat som Micah
- Mark Fredrichs som Fysikern
- Amber Armstrong som Amber
- Ashley Palmer som Offer på Internet
- Randy McDowell som Lt. Randy Hudson (original version)
- Tim Piper som Richard (original version)
- Crystal Cartwright som Exorcism Nanny (original version)